# Piratas (película de 1986)
Piratas (título original en inglés: Pirates) es una película cómica de aventuras con guion de Gérard Brach, John Brownjohn y Roman Polański, y dirección de este último. Se estrenó en 1986.

## Sinopsis
La película empieza con una isla hecha por red que guarda un tesoro  perdido en el océano: el Capitán barba negra (interpretado por Walter Matthau) y su primer oficial, Frog («rana» en inglés, interpretado por Cris Campion), y los dos corren el riesgo de morir de deshidratación. Después de que, acuciado por el hambre, Red perdiera la cabeza e intentara comerse a Frog, el dúo es capturado por un galeón español y reducido a la esclavitud antes de instigar un motín general a bordo con la ayuda de los demás prisioneros, lo que les permite tomar el control del barco. Frog se enamora entonces de María-Dolores de la Jenya de la Calde (Charlotte Lewis), la sobrina del gobernador de una colonia española. En cambio, el objeto de la codicia de Red no es una mujer sino el trono dorado que los españoles han obtenido al desahuciar un rey azteca. Durante el resto de la película Frog intenta seducir a su amada mientras que explosiones y tiroteos se siguen los unos a los otros, pues Red ha reclutado a una banda de maleantes para robarles el trono de oro a los españoles. Irónicamente la película acaba en una victoria pírrica para los protagonistas, con Red y Frog de nuevo a bordo de una balsa. Red, sentado sobre el trono de oro, le dice entonces a Frog que coma y que engorde, previendo tal vez una posible recaída en sus anteriores instintos caníbales.

## Reparto
| Actor                  | Personaje                             |
| ---------------------- | ------------------------------------- |
| Walter Matthau         | Cap. Thomas Bartholomew Red           |
| Cris Campion           | Jean-Baptiste / The Frog              |
| Charlotte Lewis        | María-Dolores de la Jenya de la Calde |
| Roy Kinnear            | Dutch                                 |
| Roger Ashton-Griffiths | Moonhead                              |
| Damien Thomas          | Don Alfonso de Salamanca de la Torre  |
| Olu Jacobs             | Boomako                               |
| Ferdy Mayne            | Cap. Linares                          |
| David Kelly            | Cirujano                              |
| Anthony Peck           | Oficial español                       |
| Anthony Dawson         | Oficial español                       |
| Richard Dieux          | Oficial español                       |
| Jacques Maury          | Oficial español                       |
| Jose Santamaria        | Amo de Armas                          |
| Robert Dorning         | Comandante de marines                 |
| Luc Jamati             | Pepito González                       |
| Emilio Fernández       | Angelito                              |
| Wladislaw Komar        | Jesus                                 |
| Richard Pearson        | Padre                                 |
| Ian Dury               | Meat Hook                             |

## Producción

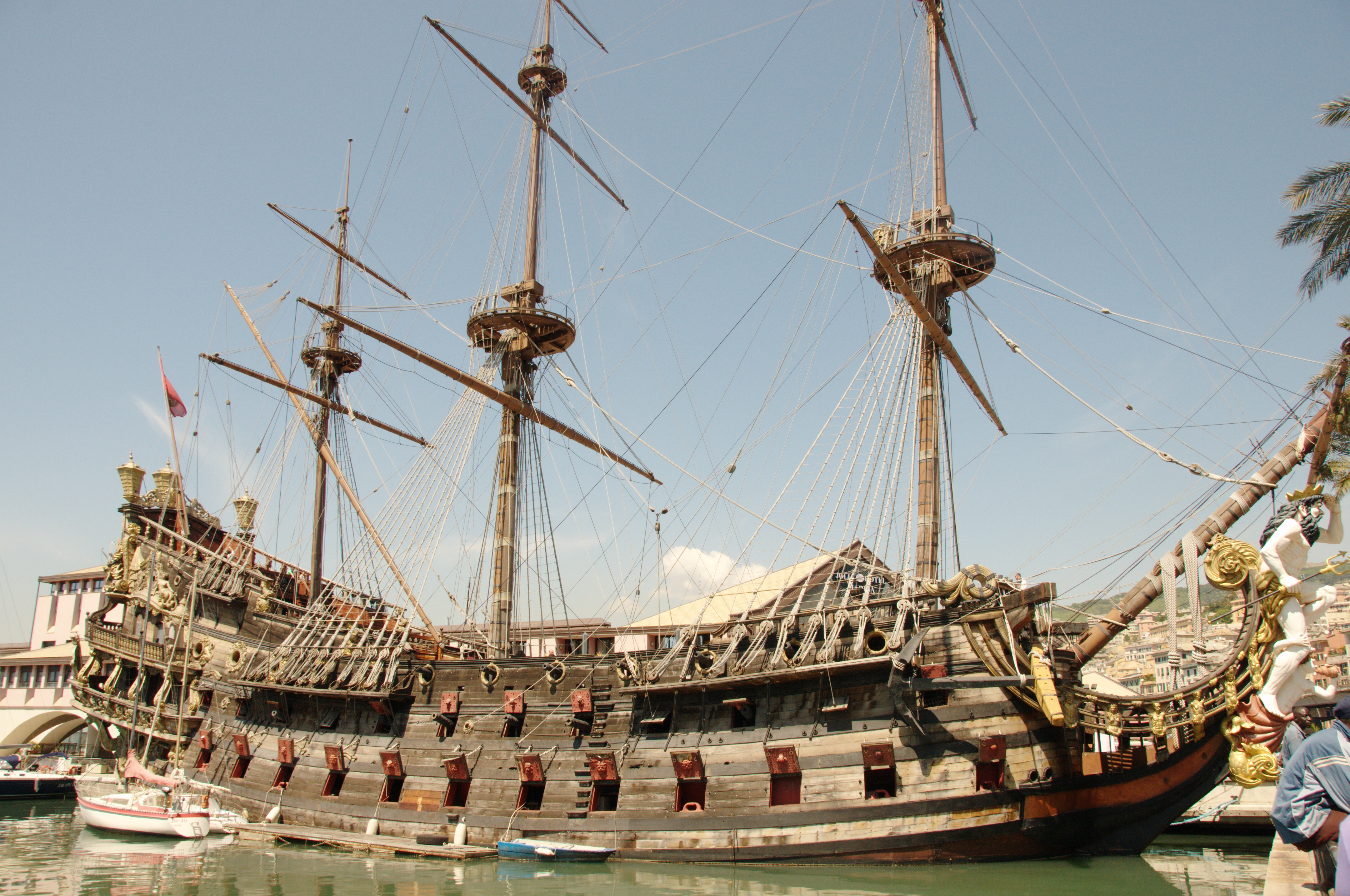
El galeón utilizado en la película.

Contando con el éxito obtenido por su aclamada Chinatown, Roman Polański empezó a escribir un guion para una película de aventuras y de capa y espada llamada Piratas. Inicialmente, Polański había previsto a Jack Nicholson para el papel del Capitán Thomas Bartholomew Red, un viejo pirata refunfuñón, pero surgieron ciertas dificultades en parte por los elevados honorarios que Nicholson pedía (según Polański cuando se le preguntó a Nicholson qué es lo quería contestó «quiero más»). Después de esto la producción fue suspendida por unos años cuando Polański fue detenido por estupro, lo que le hizo huir del país para evitar la condena. La producción continuó en Europa, esta vez con una productora diferente. Walter Matthau obtuvo el papel de Capitán Red y finalmente la película vio la luz en 1986, años después de que su proyecto fuera concebido.
El presupuesto inicial de la película, cuando Polański tenía la intención de producirla con Paramount Pictures, era de quince millones de dólares estadounidenses, pero el presupuesto final está estimado en cuarenta. Los beneficios brutos de la película en Estados Unidos fueron sin embargo de un millón seiscientos cincuenta mil dólares. A pesar de su desastre financiero la película fue nominada a los Óscares para el título de mejor diseño de vestuario (Best Costume Design).
El barco utilizado para la película, llamado Neptuno, réplica de un auténtico galeón español, está permanentemente expuesto en el puerto italiano de Génova. Los turistas que visitan la ciudad pueden realizar una visita guiada a bordo de este barco.